# Herman Lieberman

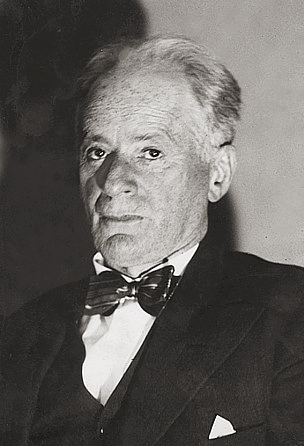
Herman Lieberman (1931)

Herman Lieberman (* 3. Januar oder 4. Januar 1870 in Drohobytsch, Österreich-Ungarn; † 21. Oktober 1941 in London) war Mitglied des österreichischen Reichsrats (1907–1918) und seit 1941 Justizminister der polnischen Exilregierung.

## Leben und Tätigkeit
Liebermann wurde in Drohobytsch in eine assimilierte jüdische Familie hineingeboren. Er wuchs als Sohn des Kaufmanns Josef Heinrich Lieberman, dem Manager eines Unternehmens der Erdölindustrie, in wohlhabenden Verhältnissen auf. Er besuchte Gymnasien in Boryslaw und Stryj. Nach der Schule studierte er ab 1888 Rechtswissenschaften und Medizin an den Universitäten Wien, Zürich und Paris. 1893 kehrte Lieberman nach Galizien zurück, wo er sein Studium 1894 an der Jagiellonischen Universität in Krakau mit der Promotion zum Dr. jur. abschloss. Das Advokatenexamen legte er 1899 in Wien ab. Anschließend war er als Rechtsanwalt in Rzeszów und Przemyśl tätig.
Lieberman begann früh sich politisch zu betätigen: Schon als Schüler organisierte er sozialdemokratische Gruppen. Seit 1893 gehörte er der Polnischen Sozialdemokratischen Partei Galiziens an, in der er bald ein bekannter Aktivist wurde. Insbesondere war er lange Jahre Redakteur des Głos Przemyski. Um die Jahrhundertwende wurde er u. a. auch Mentor – und einige Jahre Liebhaber – der später als Politikerin bekannt gewordenen Helene Deutsch. Wegen des politischen und sozialen Engagements wurde er mehrmals zu gerichtlicher Verantwortung gezogen.
Von 1907 bis 1914 und von 1917 bis 1918 gehörte Lieberman als Abgeordneter für den Wahlbezirk Przemyśl dem Parlament der k.und.k. Monarchien in Wien an. In diesem war er Mitglied des juristischen und militärischen Ausschusses, in dem er sich mit anderen sozialistischen Abgeordneten für bessere Bedingungen während des Militärdienstes einsetzte.
Während des Ersten Weltkriegs schloss Lieberman sich der von Józef Piłsudski geführten polnischen Legion an und kämpfte gegen Russland: Er meldete sich als Freiwilliger, kam im Juli 1915 als Schütze an die Front und wurde im August 1915 zum Leutnant befördert. Bis Juni 1916 gehörte er der Einheit des Polnischen Nachrichtendienstes des Kommandos der Legion und dann bis 1917 als Meldeoffizier an. Während der sogenannten „Eidkrise“ nahm Lieberman als Hauptverteidiger am Prozess von Máramarossziget (1918) teil, in dem Angehörige der Polnischen Legion, die eine Eidleistung auf den deutschen Kaiser verweigert hatten, wegen Hochverrats angeklagt wurden. In einigen Fällen konnte er Freisprüche erreichen.
Im November 1918 wurde Lieberman Mitglied des Arbeiter- und Soldatenrates in Przemyśl, wo er zwischen verfeindeten Polen und Ukrainern zu schlichten versuchte.
Nach dem Ersten Weltkrieg wurde Lieberman Führer der Polnischen Sozialistischen Partei (PPS). Von 1919 bis 1922 gehörte er als Abgeordneter der verfassungsgebenden polnischen Nationalversammlung (Sejm Ustawodawczy) an und war Mitverfasser der Verfassung vom März 1921. Danach wurde er in die Sejm, das polnische Parlament, gewählt, dem er während der ersten drei Legislaturperioden von 1922 bis 1933 angehörte. Obwohl er bei seiner zweiten Wiederwahl bis 1935 gewählt wurde, erlosch sein Mandat am 10. Dezember 1933, das aus politischen Gründen aufgehoben wurde (siehe unten). Während seiner Abgeordnetenzeit in der Sejm saß Lieberman in den Kommissionen für Demobilisierung (Komisja Wojskowa), Auswärtige Angelegenheiten, Justiz (Komisja Prawnicza), Verfassungsfragen und Militärfragen. Ab 1931 war er zudem Mitglied der Exekutive der Sozialistischen Internationale.
Nach dem Staatsstreich in Polen vom Mai 1926, mit dem Piłsudski sich die Stellung eines Diktators sicherte, trat Lieberman in Opposition zu diesem. Am 9. September 1930 wurde er verhaftet und zusammen mit anderen oppositionellen Abgeordneten in der Brester Festung eingesperrt, wo er auch physischen Misshandlungen unterworfen wurde. Am 27. November 1932 gelangte er gegen Kaution wieder auf freien Fuß.
Am 13. Januar 1932 wurde Lieberman zu einer zweieinhalbjährigen Gefängnisstrafe verurteilt. Das Urteil wurde im Juli 1933 durch ein Berufungsbericht bestätigt. Er entzog sich der Haftstrafe jedoch, indem er Polen am 4. Oktober 1933, d. h. bevor das Urteil rechtskräftig wurde, verließ und über die Tschechoslowakei nach Paris ging. Dort arbeitete er im Internationalen Büro für Arbeit. Außerdem schrieb er für verschiedene linke Zeitungen und Zeitschriften. Öffentlich trat er als Gegner der britisch-französischen Appeasement-Politik gegenüber dem nationalsozialistischen Deutschland hervor.

## London
Nach dem deutschen Überfall auf Polen im September 1939 trat Lieberman in die von Władysław Sikorski geführte polnische Exilregierung in London ein, in der er Vizepräsident des Nationalrates wurde. Nach der Niederlage Frankreichs 1940 zog Lieberman nach London. 1940 war er Vorsitzender des Zentralkomitees der PPS im Ausland, 1940–1941 Mitglied des Polnischen Volksrates und seit 1941 Justizminister der polnischen Exilregierung.
Vom 3. September bis 20. Oktober 1941 bekleidete er das Amt des Justizministers. Postum wurde er vom Präsidenten der polnischen Londoner Exilregierung mit dem Orden des Weißen Adlers ausgezeichnet. 
Von den nationalsozialistischen Polizeiorganen wurde Lieberman derweil als gefährlicher Staatsfeind eingestuft: Im Frühjahr 1940 wurde er vom Reichssicherheitshauptamt auf die Sonderfahndungsliste G.B. gesetzt, ein Verzeichnis von Personen, die im Falle einer erfolgreichen deutschen Invasion Großbritanniens durch die Sonderkommandos der SS-Einsatzgruppen mit besonderer Priorität ausfindig gemacht und verhaftet werden sollten.
Liebermann wurde auf dem Londoner Highgate Cemetery bestattet.

## Familie
Lieberman war verheiratet mit Gustawa Brings.

## Schriften
- Herman Lieberman: Pamiętniki (Tagebücher) : Warszawa : Wydawnictwo Sejmowe : Kancelaria Sejmu, 1996, ISBN 8370592090